# Totò au Tour d'Italie
Pour plus de détails, voir Fiche technique et Distribution.
Totò au Tour d'Italie (Totò al giro d'Italia) est un film italien réalisé par Mario Mattoli, sorti en 1948.
Il s'agit du premier film où le nom de Totò apparaît dans le titre.

## Fiche technique
- Titre français : Totò au Tour d'Italie
- Titre original : Totò al giro d'Italia
- Réalisation : Mario Mattoli
- Scénario : Vittorio Metz, Marcello Marchesi, Steno
- Photographie : Tino Santoni
- Montage : Giuliana Attenni
- Musique : Nino Rota
- Direction artistique : Domenico Bologna, Dante Fazi
- Scénographie : Piero Filippone
- Costumes : Werther
- Producteur : 	Lorenzo Pegoraro
- Société de production : Ente Nazionale Industrie Cinematografiche (ENIC)
- Pays de production :  Italie
- Langue : Italien
- Format : Noir et blanc — 35 mm — 1,37:1 — Son : Mono
- Genre : Comédie
- Durée : 88 minutes
- Dates de sortie :
  - Italie : 1948
  - Portugal : 17 septembre 1952

## Distribution
- Totò : le professeur Totò Casamandrei
- Giuditta Rissone : la mère
- Isa Barzizza : Doriana, la juré
- Walter Chiari : Bruno, le journaliste
- Carlo Ninchi : Dante Alighieri
- Luigi Catoni (it) : Néron
- Mario Castellani : Renato Stella, l'entraîneur
- Carlo Micheluzzi (it) : Filippo, le diable
- Fulvia Franco : Gisella, Miss Italie, sœur de Doriana
- Alda Mangini : Gervasia, la femme de chambre
- Ughetto Bertucci : le mécanicien
- Mario Riva : le commentateur
- Vinicio Sofia : le cuisinier
- Luigi Pavese : le serveur
- Eduardo Passarelli : le commissaire
- Loris Gizzi : le maire
- Angelo Pellegrino (it) : le passant à vélo
- Mirella Gallo:
- Totò Mignone (it) :
- Fausto Coppi : lui-même
- Gino Bartali : lui-même
- Fiorenzo Magni : lui-même
- Ferdi Kübler : lui-même
- Giordano Cottur : lui-même
- Gianni Ortelli (it) : lui-même
- Oreste Conte : lui-même
- Adolfo Consolini : lui-même
- Louison Bobet : lui-même
- Alberic Schotte : lui-même
- Amos Matteucci : lui-même
- Jean-Pierre Wimille : lui-même
- Ulisse Lorenzetti : lui-même
- Di Segni : lui-même
- Amedeo Deiana : lui-même
- Aldo Spoldi : lui-même
- Giuseppe Tosi : lui-même
- Camillo Achilli (it) : lui-même
- Tazio Nuvolari : lui-même